# Öppen tillgång

Det öppna hänglåset är symbolen för öppen tillgång.

Öppen tillgång (även fri tillgång, fri tillgänglighet eller öppen tillgänglighet med mera; engelska: open access – OA) är en modell för att publicera vetenskaplig information och undervisningsmaterial på internet utan kostnad för läsaren. Öppen tillgång innebär att upphovsmannen ger alla rätt att läsa, länka till, ladda ned, skriva ut, kopiera, sprida och framföra verket i digital form med vederbörlig hänsyn till författarens ideella upphovsrätt, dvs att upphovsmannen anges och verket inte förvanskas. Man kan göra en distinktion mellan fri tillgång som är gratis, tillgång utan kostnad för användaren, och libre, tillgång som är såväl gratis som fri från vissa, men inte alla, upphovsrätts- och licensrestriktioner.
Rörelsen för öppen tillgång har i första hand inriktat sig på refereegranskade vetenskapliga artiklar, men begreppet kan också tillämpas på ännu ej granskade vetenskapliga arbeten (så kallade preprints), avhandlingar och examensarbeten, forskningsdata, källkod, presentationer, vetenskapliga monografier, läroböcker och annat undervisningsmaterial, skönlitterära arbeten, tidningar, arkivalier, bildmaterial och digitaliserade tryckta arbeten.. På svenska används vanligen det engelska begreppet open access, men i regeringens forskningsproposition 2012 använder man begreppet öppen tillgång och ibland även fri tillgång.

## Hur publicera sig öppet - den gröna och den gyllene vägen
Man brukar tala om två parallella vägar till öppen tillgång: den gyllene och den gröna vägen.
Den gyllene vägen innebär att man publicerar sig i öppna vetenskapliga tidskrifter (open access-tidskrifter) där en artikel omedelbart blir öppet tillgänglig. Öppna vetenskapliga tidskrifter fungerar som traditionella vetenskapliga tidskrifter i alla avseenden utom att tillgången är öppen. De har samma typ av kvalitetskontroll och kan likaledes variera i status och prestige. De kan per definition inte finansieras av att läsaren betalar för att få digital tillgång, däremot på många andra sätt, till exempel genom stöd av en institution eller genom att ta ut en avgift från författaren eller snarare från dennes finansiär. Författaren behåller normalt rätten att sprida sitt arbete vidare när man publicerar sig i en öppen tidskrift. En variant av den gyllene vägen är att författaren betalar enbart för att göra sin egen artikel fritt tillgänglig i en tidskrift som annars har begränsad tillgång, vilket kallas hybridmodellen.
Den gröna vägen innebär att författaren publicerar sin artikel i en traditionell tidskrift, men därutöver gör en kopia fritt tillgänglig i ett öppet arkiv, vilket ibland kallas att parallellpublicera. Öppna arkiv kan vara knutna till en institution, vanligen ett lärosäte, eller vara baserade på ett ämnesområde. Författarens möjlighet att lägga ut en kopia fritt tillgänglig är beroende av respektive tidskrifts policy. De flesta tidskrifter tillåter författare att lägga ut kopior av sina artiklar, men ofta med begränsningar. Vanligen tillåts författaren att lägga ut sitt granskade och godkända manus, men inte förlagets PDF. Ibland får en deponering ske först efter en viss tid efter publiceringen i tidskriften. Detta kallas ett embargo.

## Bakgrund
Vetenskapliga tidskrifter har funnits sedan slutet av 1600-talet. De har flera funktioner: att sprida forskningsresultat, att fastslå vem som är först med ett vetenskapligt framsteg, att granska och garantera den vetenskapliga kvaliteten, att skänka författaren erkännande och status samt att utgöra ett permanent arkiv för forskningen inom ett givet område. Vetenskapliga tidskrifter ges ut av förlag som kan vara antingen kommersiella eller ideella, till exempel vetenskapliga sällskap eller institutioner. Tillkomsten av internet gjorde att alltfler tidskrifter efterhand också blev tillgängliga i elektroniska versioner. De stora förlagen valde att erbjuda sina elektroniska tidskrifter i paket genom licensavtal, som slöts med forskningsbibliotek i första hand. Priserna för vetenskapliga tidskrifter hade redan sedan 1980-talet börjat stiga långt utöver den allmänna prisökningen. Forskningsbiblioteken har reagerat starkt mot dessa prishöjningar som ska täckas från bibliotekens budgetar.

## Ett alternativ växer fram

### Tidiga initiativ
Utvecklingen av öppen tillgång som alternativ beskrivs mest utförligt i en Timeline of the Open Access Movement. Det finns också ett antal översikter av den tidiga utvecklingen.  Forskare inom vissa ämnen hade redan kring 1990-talet börjat använda internet för att utveckla en öppen vetenskaplig kommunikation. Ett genombrott var skapandet av fritt tillgängligt digitalt arkiv för tidskriftsartiklar inom högenergifysik vid Los Alamos National Laboratory med namnet ArXiv. Arkivet omfattade till en början i första hand preprints, det vill säga insända men ännu ej accepterade artiklar, som på detta sätt fick en mycket snabbare spridning. Det innehåller numera närmare 1 460 000 digitala kopior av artiklar, både preprints och granskade och publicerade artiklar. Det har en bredare täckning av ämnen innefattande fysik, matematik, datavetenskap, kvantitativ biologi, kvantitativ finans och statistik samt har Cornell University Library som värd. De första fritt tillgängliga vetenskapliga onlinetidskrifterna skapades kring 1990, bland andra Postmodern Culture och Psycholoqy. Redan i början av 1990-talet inleddes en diskussion om den vetenskapliga kommunikationen och internet, där en tongivande röst var kognitionsforskaren Stevan Harnad som uppmanade forskarna att omedelbart göra kopior av sina artiklar fritt tillgängliga på internet.

### Politisk utveckling
De amerikanska forskningsbiblioteken tog 1997 initiativ till en lobbyorganisation, Scholarly Publishing and Academic Resources Coalition (SPARC), för att rätta till obalanser i det vetenskapliga publiceringssystemet.. Biomedicinska forskare i USA, däribland flera nobelpristagare, skrev 2001 ett öppet brev till förlagen där de krävde att förlagen skulle göra alla artiklar inom biomedicin fritt tillgängliga senast inom 6 månader efter publiceringen för att ingå i öppna elektroniska bibliotek, såsom PubMed Central vilket drivs av det amerikanska National Library of Medicine. Initiativtagarna kallade sig Public Library of Science. På kort tid undertecknade 34 000 forskare från 180 länder uppropet och förband sig därmed att inte medverka i tidskrifter som inte uppfyllde kraven på öppenhet. Detta utspel fick stor betydelse för att göra frågan om öppen tillgång mer allmänt känd bland forskare och andra. Vid ett möte i december 2001 i Budapest med Open Society Institute (sedan 2011 Open Society Foundation) som värd enades ett antal forskare om en deklaration för öppen tillgång till vetenskaplig information (the Budapest Open Access Initiative) vilken sedan kom att undertecknas av mer än 7100 enskilda och organisationer. Deklarationen definierade mer noga den exakta innebörden av öppen tillgång och har ytterligare uppdaterats vid 10-årsjubileet av dess tillkomst.. I april 2003 formulerades the Bethesda Statement on Open Access Publishing vid ett möte med företrädare för den biomedicinska forskningen. Den preciserar ytterligare vad en öppet tillgänglig publikation är och hur den kan användas. Slutligen antogs en annan viktig deklaration i oktober 2003 vid ett möte i Berlin arrangerat av Max Planck-institutet, där företrädare för viktiga högskole- och forskningsorgan i Tyskland och Frankrike deltog. Berlin Declaration on Open Access to Knowledge in the Sciences and Humanities skiljer sig från de föregående genom att deklarationen enbart vänder sig till organisationer och institutioner för undertecknande och genom att den har en vidare definition av vad som omfattas av öppen tillgång, till exempel även kulturarvsmaterial. Idag har över 620 forsknings- och högskoleinstitutioner, akademier etcetera genom att underteckna deklarationen uttryckt sin tydliga vilja att arbeta för en utveckling i riktning mot öppen tillgång. Dessa tre deklarationer – från Budapest, Bethesda respektive Berlin – brukas anses ge den erkända definitionen av öppen tillgång.

### Teknisk utveckling och tjänster
Det så kallade Open Archives Initiative skapades 1999 för göra det möjligt att enkelt samsöka öppna digitala arkiv. Man utvecklade ett protokoll – Protocol for Metadata Harvesting (OAI-PMH) – för att automatiskt samla in metadata från olika slag av öppna arkiv, vilka sedan kan samsökas. De tidiga öppna arkiven var baserade på ett ämnesområde, liksom ovan nämnda ArXiv. Nu uppkom också öppna arkiv som var baserade på en institution - ett lärosäte, en akademi, ett institut etcetera. Där kunde forskare inom alla ämnen göra sina arbeten fritt tillgängliga. Genom söktjänster grundade på OAI-protokollet skulle de ändå vara lätta att hitta. Deras utveckling underlättades av att det skapades fritt tillgängliga programvaror för att administrera öppna digitala arkiv, de mest spridda idag är Eprints och DSpace. Senare har även tjänster utvecklats som registrerar öppna arkiv och gör det möjligt att följa deras utveckling. Samtidigt ökade hela tiden antalet öppna tidskrifter och det skapades en tjänst som registrerade dem. Tjänsten Directory of Open Access Journals (DOAJ) öppnades av Lunds universitet 2003 med stöd i första hand från Open Society Institute samt även från Kungliga biblioteket. Tjänsten gör det möjligt att söka bland mer än  12 200 öppna kvalitetsgranskade vetenskapliga tidskrifter. Det första kommersiella (vinstinriktade) förlaget för utgivning av öppna vetenskapliga tidskrifter skapades 2000 med BioMed Central. Initiativtagarna till det tidigare nämnda uppropet Public Library of Science började 2003 att ge ut öppna tidskrifter på en icke-kommersiellt grund som förlaget PLoS. Den första tidskriften som igångsattes heter PLoS Biology och har sedan följts av åtta ytterligare. Alla tidskrifter gör sitt innehåll tillgängligt med en öppen licens, Creative Commons BY-SA.
De öppna tidskrifterna har utvecklats snabbt även ifråga om format och affärsmodeller. En viktig tendens är framväxten av så kallade mega journals, öppna tidskrifter som enbart finns på Internet. Dessa publicerar allt som anses vara sund vetenskap utan att värdera hur betydelsefullt eller innovativt bidraget är. De täcker ofta stora ämnesområden och har en snabb utgivningsprocess. De finansieras av publiceringsavgifter men dessa är relativt låga. De blir mycket stora, mätt i antal artiklar, och den idag största vetenskapliga tidskriften är en sådan mega journal, PLoS ONE, som publicerade fler än 30 000 artiklar 2013. Ett annat nytt steg representeras av eLIFE, en öppen tidskrift som stöds gemensamt av tre av världens största forskningsfinansiärer inom biomedicin samt senare även av Knut och Alice Wallenbergs stiftelse och siktar på att ta upp konkurrensen med de allra mest prestigefyllda tidskrifterna. Tidskriften har en snabb publiceringsprocess och tog från början inte ut några publiceringsavgifter, vilka dock infördes 2017.  Den 1 januari 2014 sjösattes officiellt ett annat initiativ för att skapa öppna tidskrifter, det så kallade SCOAP³, på initiativ av CERN. Man har omvandlat centrala tidskrifter inom ämnet högenergifysik från traditionella till öppna tidskrifter genom ett samarbete mellan bibliotek, forskningsfinansiärer, forskningsinstitut och förlag. De medel som dittills använts för att betala för licenser för tillgång lokalt till dessa tidskrifter har i stället använts för en samordnad upphandling av öppna tidskrifter. I oktober 2018 hade knappt 24 000 artiklar publicerats öppet genom denna modell.

## Öppen tillgång – status idag

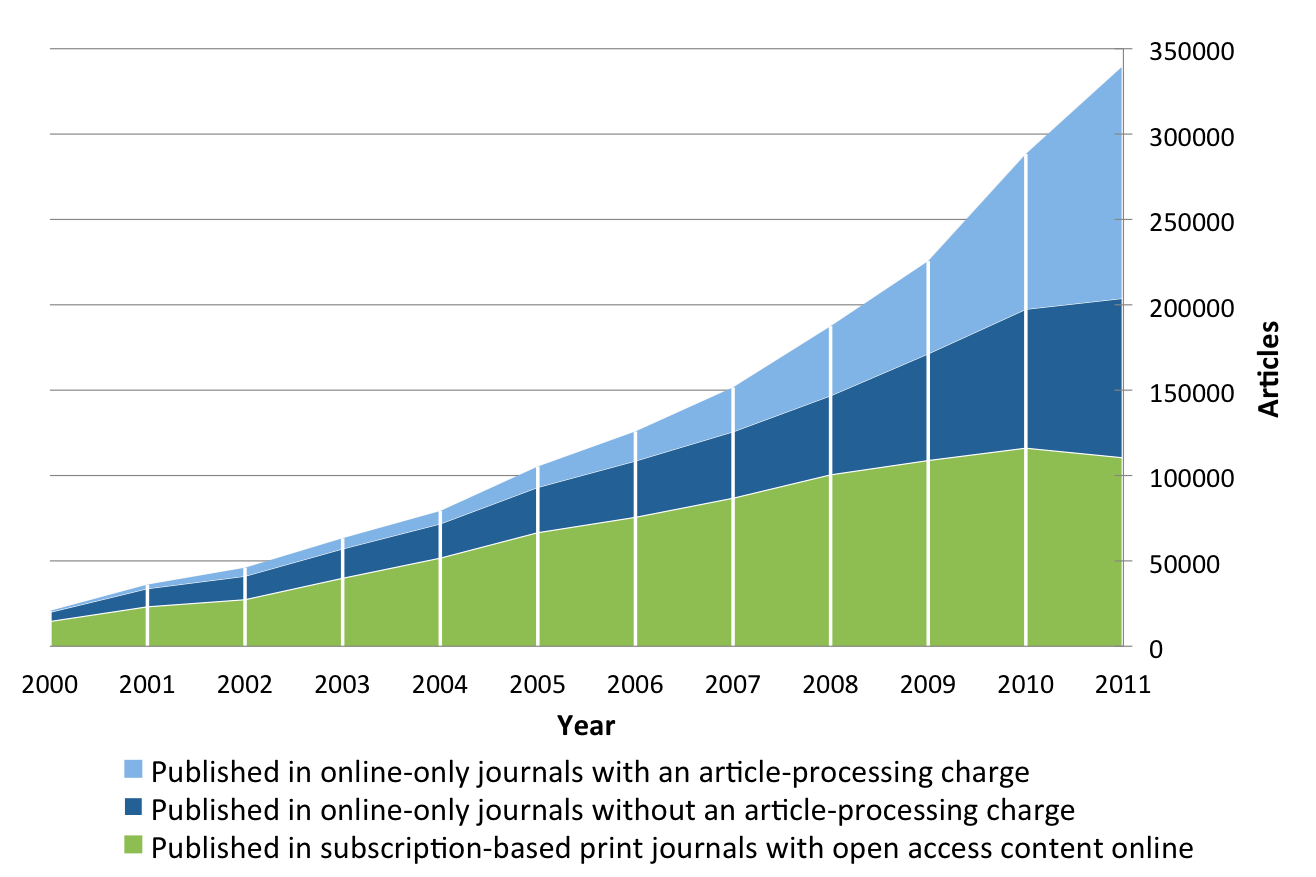
Ökning av antalet tidskrifter som publicerar öppet direkt.

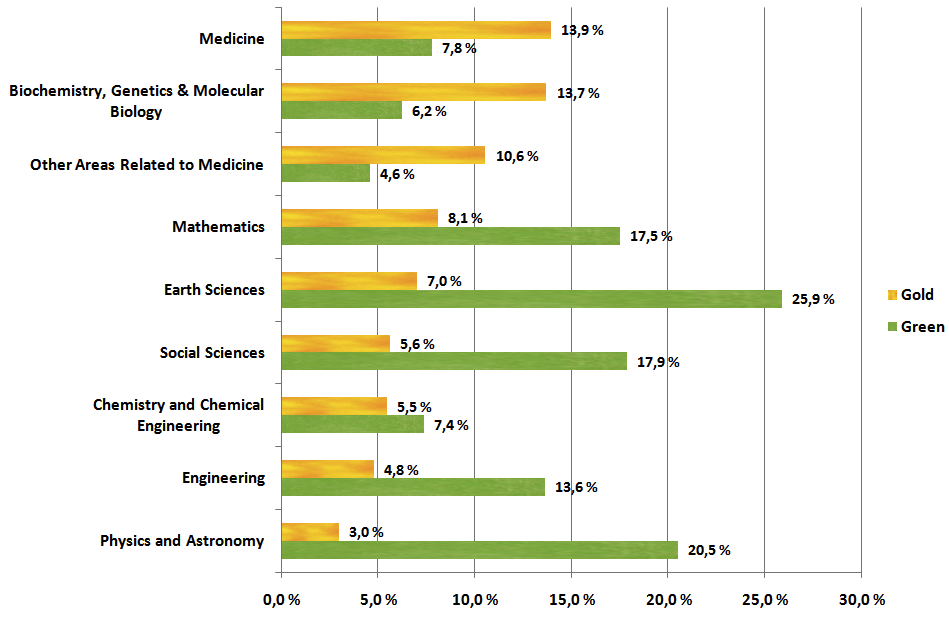
Fördelning av öppen tillgång inom olika ämnesområden.

Det finns idag ett mycket utbrett stöd för öppen tillgång från universitet, forskningsfinansiärer och organisationer inom forskning och högre utbildning samt även på regeringsnivå i vissa länder. En tjänst i Storbritannien, Juliet, redovisar vilka policyer forskningsfinansiärer över hela världen har vad gäller öppen tillgång. En annan brittisk tjänst har till idag registrerat 726 universitet eller forskningsinstitutioner som ställer krav på sina medarbetare att göra sina arbeten fritt tillgängliga. En rad olika organisationer har uttryckt sitt stöd för öppen tillgång genom att underteckna den ovan nämnda Berlindeklarationen och/eller genom uttalanden, riktlinjer och program, till exempel bibliotekens gemensamma världsorganisation, IFLA,  Unescooch de europeiska forskningsorganens gemensamma organisation Science Europe.

### EU:s policy rörande öppen tillgång
Den europeiska unionens engagemang i frågan om öppen tillgång till vetenskaplig information inleddes med en omfattande studie av den vetenskapliga publiceringsmarknaden. Studiens viktigaste förslag var att man skulle garantera öppen tillgång till offentligt finansierad forskning genom deponering i öppna arkiv inom begränsad tid efter publiceringen. Detta skulle genomföras för den forskning EU själv finansierar och tas upp till diskussion med medlemsstaterna. Kravet fick stöd av en omfattande petition på nätet med över 28 000 undertecknare. Under början av 2007 kom ett meddelande från EU-kommissionen, Vetenskaplig information i den digitala tidsåldern – tillgång, spridning och bevarande, och senare under året ett rådsbeslut med samma rubrik. Inriktningen var i huvudsak positiv till en utveckling mot öppen tillgång, men EU ansåg också att det fanns behov av fortsatta studier och försök. Detta följdes av beslut om att ställa krav på öppen tillgång för alla bidrag från det europeiska forskningsrådet (Europeiska forskningsrådet, European Research Council, ERC) och under 2008 för väsentliga delar (cirka 20 %) av hela det sjunde ramprogrammet för forskning och utveckling (FP7). EU har också återkommande följt upp vad medlemsstaterna gör i frågan och stött ett antal projekt som utvecklar infrastruktur och affärsmodeller. Under 2013 togs beslut om det nu pågående forskningsprogrammet Horizon 2020 , som löper under perioden 2014 till 2020. Där har kravet på öppen tillgång till peer-review-granskade vetenskapliga publikationer utsträckts till alla vetenskapsområden. Det avser i första hand vetenskapliga tidskriftsartiklar, men man uppmuntrar även fri tillgång till andra typer av dokument såsom böcker. Kravet innefattar att en publikation omedelbart deponeras i elektronisk form ett öppet arkiv, för att därefter göras fritt tillgänglig senast inom sex månader, eller inom tolv månader inom humaniora och samhällsvetenskap. Kostnaden för att publicera sig i en öppen tidskrift kan täckas under pågående projekt, och även sådana kostnader som uppkommer efter projektets slut ska kunna ersättas enligt en ny försöksmodell. Vidare inleds ett försök med fri tillgång till forskningsdata som rör cirka 20 % av programmet. En översikt över policies och dokument  finns på EU-kommissionens webbplats under den bredare rubriken "open science" som innefattar open access.

### Andel öppen tillgång idag
Den andel av den vetenskapliga litteraturen som är fritt tillgänglig ökar snabbt. I augusti 2013 tillkännagav EU-kommissionen att en studie man finansierat visade att andelen fritt tillgängliga artiklar nu nått en brytpunkt. Omkring 50 % av de vetenskapliga artiklar som publicerades 2011 var nu fritt tillgängliga liksom mer än 40 % av de artiklar som publicerades 2004-2011. I en mer utförlig uppföljning av samma studie från 2014 hävdade man att mer än 50 % av de vetenskapliga artiklar som publicerades under åren 2007–2012 nu kunde laddas ner fritt på Internet. I dessa studier definieras öppen tillgång helt enkelt som allt som kan laddas ner fritt på Internet. En studie från februari 2018 visade att 28 % av den totala vetenskapliga litteraturen var öppet tillgänglig samt att denna andel ökat hela tiden för nå upp till 45 % för 2015, det senast analyserade året i studien. Den använde tre stora urval vardera innehållande 100 000 artiklar och en snävare definition av öppen tillgång än den föregående nämligen att det ska vara artiklar som är fritt tillgängliga online antingen på ett förlags webbplats eller på ett öppet arkiv. Den visade också att om man utgick från ett av urvalen, artiklar i Unpaywall, så var 47 % av artiklarna man sökte fritt tillgängliga. Unpaywall är en öppen databas med över 22 miljoner fritt tillgängliga artiklar som bland annat kan nås med ett tillägg till Chrome. Medan artiklarna i Unpaywall är fritt tillgängliga på en upphovsrättslig legal bas så kan man nå mer än 70 miljoner artiklar i piratsajten Sci-Hub som inte erkänner upphovsrättslagstiftningen. Några tydliga trender i utvecklingen av öppen tillgång är det finns stora skillnader mellan ämnen och att den så kallade gyllene vägen växt på bekostnad av den gröna. Dessa trender illustreras på en webbsida vid EU-kommissionen där man gjort en studie baserad på ett snävare urval än de tidigare nämnda.

### Ekonomisk analys av öppen tillgång
Vad skulle det kosta att lägga om hela den vetenskapliga publiceringen i ett land till Open Access? Vilka besparingar och vinster kan man göra på en sådan omställning?
En grupp forskare ledda av professor John Houghton från Centre for Strategic Economic Studies, Victoria University i Melbourne, har genomfört ett antal sådana studier. Analysen baserar sig på en mycket utvecklad modell av hela det vetenskapliga publikationssystemet med kostnader beräknade för alla aktiviteter, även till exempel forskares läsning, skrivande och medverkan i tidskrifter. Man gör beräkningar för olika scenarier, som tar hänsyn till olika vägar för öppen tillgång och påverkan av utvecklingen globalt för besparingar i ett land. Man uppskattar även samhälleliga produktivitetsvinster av en förbättrad tillgång till Forskning och Utveckling, FoU. En sammanfattning finns här. På forskargruppens webbplats redovisas ett antal rapporter samt diskussionen kring dem. Vidare ges möjlighet att ladda ned och pröva de använda modellerna.
Övergången till en modell med öppen tillgång är komplex i ekonomiskt avseende. En skillnad är att alla kostnader förknippade med vetenskapliga publikationer täcks vid tillkomsten av dessa i den öppna modellen, medan åtminstone en del av kostnaderna täcks genom avgifter för tillgång i den traditionella modellen. Den flyttade kostnadstäckningen kan få skilda effekter för olika slag av institutioner, beroende på hur mycket de publicerar. Vid en övergång till en öppen modell i ett land är man också beroende av att samma utveckling sker globalt för att få tillgång till den vetenskapliga litteraturen. Under en period kommer det att finnas kostnader för båda modellerna samtidigt. Först när andelen fritt tillgänglig vetenskaplig information nått en viss nivå kan forskningsbibliotek och andra institutioner säga upp sina nuvarande licensavtal för tillgång till vetenskapliga tidskrifter. I ovan nämnda rapporter tar man hänsyn till dessa frågor genom olika scenarier. Det har också gjorts fördjupade analyser av fördelar och risker med olika scenarier för en övergång till öppen tillgång i Storbritannien.

### Argument för och emot öppen tillgång
Anhängare av öppen tillgång pekar på att det löser problemet med begränsad tillgång till forskningsresultat i den dominerande modellen där det krävs en licens eller en prenumeration för att få tillgång till en tidskrift på internet. Forskare upplever idag att de har problem att få tillgång till artiklar. Detta gäller i ännu högre grad forskare i utvecklingsländer. Man anser att forskningsprocessen blir effektivare och snabbare med öppen tillgång och att möjligheterna att digitalt analysera stora litteraturmängder (text mining genom datautvinning) väsentligt underlättas. Öppen tillgång ger forskning ett större genomslag vilket bland annat enligt de flesta studier ger fler citeringar. Vidare gör öppen tillgång att tillgången till forskningsresultat förbättras väsentligt för intressenter utanför högskolan, såsom akademiska professioner (till exempel läkare), FoU-intensiva småföretag och den intresserade allmänheten.. Ett annat argument är att öppen tillgång skulle underlätta för akademiska bibliotek att hantera den kostnadskris som förlagens prissättning skapat. Ett återkommande principiellt argument för öppen tillgång är att offentligt finansierad forskning också ska vara allmänt tillgänglig. 
Den mest tydligt uttalade kritiken av öppen tillgång har kommit från de stora vetenskapliga förlagen och deras organisationer. Man trycker på förlagens viktiga roll för att organisera den vetenskapliga kvalitetskontrollen genom peer review-systemet. Man menar att man åstadkommer en effektiv och säker informationsspridning och anser att öppen deponering av artikelkopior skulle undergräva prenumerationsinkomsterna och därmed själva peer review-systemet.

## Öppen tillgång i Sverige
Linköping University Electronic Press inledde en utgivning av elektroniska publikationer redan 1996. De följande åren startade alltfler lärosäten elektronisk publicering. Uppsala universitetsbibliotek utvecklade en publiceringsplattform vid namn DiVA (Digitala Vetenskapliga Arkivet), och inbjöd andra lärosäten att delta i denna i form av ett konsortium. Andra lärosäten använde fritt tillgängliga programvaror eller skapade egna publiceringsplattformar. Under 2003–2005 samordnades och främjades den tekniska utvecklingen i ett nationellt projekt – Samordnad Utveckling av Vetenskapliga Publikationer (SVEP) – som finansierades av Kungliga biblioteket. 
Den internationella debatten om öppen tillgång uppmärksammades tidigt vid universitetsbiblioteken och inte minst Lunds universitetsbibliotek informerade brett genom konferenser och på webben. Sveriges Universitets- och Högskoleförbund (SUHF) tog efterhand en alltmer tydlig positiv ställning till öppen tillgång. Berlindeklarationen undertecknades av SUHF 2004 och av Vetenskapsrådet 2005. Dessa ställningstaganden var betydelsefulla för att förankra öppen tillgång i den svenska opinionen.

### Policy och nationell samordning
Kungliga biblioteket tog initiativ till ett utvecklingsprogram för att främja öppen tillgång i Sverige 2006: OpenAccess.se. Programmet genomfördes i samarbete med SUHF, Vetenskapsrådet, Kungliga Vetenskapsakademien och KK-Stiftelsen som ett tidsbegränsat projekt fram till och med 2009. Programmet finansierade utvecklingsprojekt och utredningar, arrangerade möten och konferenser samt informerade på webben. Från 2010 omvandlades OpenAccess.se från projekt till ett permanent program. Riksbankens Jubileumsfond tillkom utöver de tidigare samverkansparterna och programmet ska ägna sig åt tre uppgifter: information och rådgivning, infrastruktur och tjänster samt policy.
Vetenskapsrådet fattade 2009 beslut att ställa krav på öppen tillgång från dem som mottog bidrag från rådet från och med 2010. Dessa ska omedelbart eller senast inom sex månader arkivera artikeln i en öppet sökbar databas. Kravet gäller ännu så länge enbart vetenskapligt granskade texter i tidskrifter och konferensrapporter. Fem ytterligare forskningsfinansiärer har sedan dess följt efter Vetenskapsrådet och ställer krav på öppen tillgång: Formas, Riksbankens Jubileumsfond, Forskningsrådet för arbetsliv och socialvetenskap, Knut och Alice Wallenbergs Stiftelse samt Östersjöstiftelsen. Vetenskapsrådet har 2013 reviderat sina krav såtillvida att forskare som har bidrag inom utbildningsvetenskap (U) eller humaniora och samhälle (HS) ska parallellpublicera i en öppet sökbar databas senast inom tolv månader.
Chalmers tekniska högskola tog 2010 som första svenska universitet en policy med krav om öppen tillgång för sina medarbetare. Enligt en enkät från 2011 har 22 av 34 svarande lärosäten en open access-policy eller ett beslut om obligatorisk fulltextpublicering av avhandlingar och/eller rapporter vid det egna lärosätet. Utöver Chalmers har även Blekinge tekniska högskola och Malmö högskola policyer som innebär krav på öppen tillgång.
Styrgruppen för OpenAccess.se skickade i oktober 2011 en öppen skrivelse till regeringen som argumenterade för behovet av en nationell policy för open access.. I regeringens forskningsproposition 2012 kom ett ställningstagande: "Regeringens uppfattning är att förbättrad tillgång till vetenskaplig information är en förutsättning för framgångsrik svensk forskning och innovation. Vetenskapsrådet bör därför få i uppdrag att utveckla former och nationella riktlinjer för hur forskare kan få tillgång till forskningsresultat och forskningsdata, s.k. öppen tillgång, med utgångspunkt i de rådsslutsatser som antagits på EU-nivå. Vetenskapsrådet bör i detta arbete samråda och samarbeta med andra berörda aktörer, t.ex. övriga forskningsfinansiärer, Kungl. biblioteket samt universitet och högskolor." Ett "utkast till nationella riktlinjer för öppen tillgång till vetenskaplig information" gjordes tillgängligt för öppna kommentarer på Vetenskapsrådets webbplats i oktober 2014. Utkastet omfattar både vetenskapliga publikationer, konstnärliga verk och forskningsdata.  Ett omarbetat, slutligt förslag till nationella riktlinjer lämnades till regeringen den 15 januari 2015.
I regeringens forskningsproposition, Kunskap i samverkan – för samhällets utmaningar och stärkt konkurrenskraft. Prop. 2016/17:50, uttalar ett mycket tydligt ställningstagande för öppen tillgång med hänvisning till hög forskningskvalitet samt snabbare och bredare spridning av forskningsresultat, vilket i sin tur ska främja innovationer, stärkt konkurrenskraft och stärkt offentlig sektor. Långtgående ställningstaganden inom EU ses som pådrivande. "Regeringens målbild är att alla de vetenskapliga publikationer som är resultat av offentligt finansierad forskning bör bli omedelbart öppet tillgängliga direkt då de publiceras. Likaså bör forskningsdata som ligger till grund för vetenskapliga publikationer bli öppet tillgängliga samtidigt som den tillhörande publikationen.... Målbilden är att en omställning till öppen tillgång till forskningsresultat inklusive vetenskapliga publikationer, konstnärliga verk och forskningsdata bör vara genomförd fullt ut senast inom tio år." En övergång bör ske på ett ansvarsfullt sätt och det återstår en del frågor att utreda. "Vetenskapsrådet bör ges ett nationellt samordningsansvar för fortsatt arbete rörande öppen tillgång till forskningsdata, dvs. data som tas fram i ett vetenskapligt syfte. Kungl. biblioteket bör få ett motsvarande uppdrag för vetenskapliga publikationer. Inom ramen för uppdragen bör Vetenskapsrådet och Kungl. biblioteket samråda med varandra samt med andra berörda myndigheter."  Kungl. biblioteket får en anslagsökning med 3 miljoner kronor för ändamålet. I slutet av 2017 fick KB två nya uppdrag från regeringen som rör utvecklingen mot ett öppet vetenskapssystem. "Regeringen har dels beslutat att KB ska ta fram bedömningskriterier för vetenskapliga publikationer, för att kunna följa utvecklingen mot ett öppet tillgängligt vetenskapssystem. Dels anges i KB:s regleringsbrev för 2018 att myndigheten ska sammanställa de totala utgifterna för vetenskaplig publicering". Uppdragen och arbetet med dem presenteras närmare på KB:s webbplats.
I maj 2018 beslutade styrgruppen för Bibsamkonsortiet, som samordnar avtalen för digital tillgång till vetenskapliga tidskrifter i Sverige, att efter 20 år inte förnya avtalet med det stora förlaget Elsevier. Förlaget hade inte erbjudit ett avtal som tillfredsställde konsortiets önskemål att genomföra en omvandling från ett prenumerationsbaserat till ett öppet tillgängligt publiceringssystem och därmed kunna nå regeringens mål om omedelbar öppen tillgång år 2026.  Avtalet upphörde från och med den 1 juli 2018 och en utvärderingsgrupp har tillsatts för att följa upp effekterna av uppsägningen.

### Öppna arkiv och öppna tidskrifter i Sverige
Enligt en enkät från 2011 hade hela 36 av SUHF:s 40 medlemmar ett öppet arkiv. Enbart några mycket små lärosäten saknade ett sådant. Öppna arkiv har idag överlag integrerats med publiceringsdatabaser som avser att registrera hela ett lärosätes produktion. Därmed skapas även ett samlat underlag för utvärdering av forskningen vid ett lärosäte. Men det innebär också att enbart en mindre, om än växande, del av innehållet i de öppna arkiven/publiceringsdatabaserna är fritt tillgängligt idag. Flertalet svenska lärosäten deltar idag i DiVA-konsortiet och använder dess gemensamma publiceringsplattform.
SwePub, en tjänst som drivs av Kungliga biblioteket, gör det möjligt att samsöka vetenskapliga publikationer från nästan alla svenska öppna arkiv. Studentuppsatser i öppna arkiv ingår inte i SwePub utan kan sökas genom en annan KB-tjänst, Uppsök. SwePub innehåller drygt 1,2 miljon poster och de viktigaste kategorierna är, i fallande ordning efter antal, tidskriftsartikel, konferensbidrag, bokkapitel, doktorsavhandling och rapport. Innehållet i öppna arkiv är därutöver också sökbart i allmänna söktjänster som Google.
I DOAJ redovisas 41 svenska öppna tidskrifter, spridda över ett stort antal ämnesområden.
I början av 2014 redovisades en studie av hur stor andel av svenska artiklar med publiceringsår 2011 som är fritt tillgängliga på webben. När man använde enbart data från SwePub var resultatet att sammanlagt drygt 25 procent var fritt tillgängliga, antingen genom att vara publicerade i öppna tidskrifter, i öppna arkiv eller i tidskrifter med fördröjd OA. När man gjorde en manuell sökning av 1000 slumpvis valda artiklar från Google ökade andelen fritt tillgängliga till över 50 procent.  I december 2017 publicerades en analys av utvecklingen av andelen fritt tillgängliga svenska vetenskapliga artiklar baserat på data från SwePub för perioden 2010 - 2016. Andelen stiger stadigt till en topp på 42 % för 2015, vilket följs av en nedgång för parallellpublicerade (gröna) artiklar under 2016, vilket författaren förklarar med eftersläpning i registrering och förlängda embargotider från förlagen.

### Argument för och emot öppen tillgång i Sverige
Det principiella argument för öppen tillgång som oftast framförs av forskningsfinansiärer formuleras som följer av Vetenskapsrådet: "Det finns idag flera studier som visar att forskning som publiceras open access sprids snabbare och citeras oftare. Det är ett skäl till att allt fler forskningsfinansiärer ställer krav om open access. En annan är att forskningsresultaten, när de sprids även till andra grupper, kan bidra till samhällsutvecklingen". Styrgruppen för OpenAccess.se anger fyra vinster med open access på nationell nivå i sitt tidigare nämnda brev till regeringen: Ökad effektivitet i forskningssystemet genom förbättrad tillgång för alla forskare till vetenskapliga resultat. Maximal synlighet och genomslag för svensk forskning globalt. Bredare användning av forskningens resultat i samhället. Genom att göra svensk forskning bättre tillgänglig bidrar vi till ökad global tillgång till forskningsresultat, vilket inte minst har stor betydelse för utvecklingsländer..
Det finns också exempel på kritiska röster. Redaktören för Historisk tidskrift uttrycker ett principiellt stöd för open access men också en oro för hur tidskrifter som Historisk tidskrift ska kunna få en hållbar finansiering i en genomförd open access-modell. Han menar att det är situationen inom naturvetenskap och medicin som sätter dagordningen för diskussionen och att man inte tagit hänsyn till läget inom humaniora. I september 2010 inlämnades en skrivelse undertecknad av 83 forskare/lärare inom kemiområdet till Vetenskapsrådets styrelse med krav på att denna skulle ta upp frågan om Open Access till förnyad diskussion. Man hävdar att kravet att artiklar ska göras fritt tillgängliga inom sex månader efter publicering inte är tillämpbart på kemiområdet där parallellpublicering inte sägs vara tillåtet. Vidare menar man att det inte finns öppna tidskrifter inom kemi som håller godtagbar kvalitet. Nyttan av öppen tillgång inom kemi är begränsad eftersom artiklarna ändå är obegripliga för lekmän. I sitt svar framhöll Vetenskapsrådet att det inte fanns tillräckliga skäl att ändra beslutet i stort men däremot medge en förlängd tidsfrist till 12 månader om forskaren kunnat visa att denne försökt uppfylla 6-månaderskravet.
Hösten 2016 publicerade Vetenskapsrådets generaldirektör Sven Stafström och Kungliga bibliotekets chef, riksbibliotekarie Gunilla Herdenberg ett gemensamt inlägg på DN Debatt, "Att göra forskning tillgänglig för alla kräver mer stöd". Inlägget redovisar båda myndigheternas tydliga stöd för öppen tillgång och lägger fram en strategi för att komma vidare på  några centrala områden. Det följdes av ett antal repliker som i princip var rätt positiva, och snarare ville bredda insatserna. I en slutreplik, "Ekonomin måste klaras när forskning publiceras öppet" sammanfattas debatten.